# Kristy Swanson
Kristen Noel Swanson (Mission Viejo, 1969. december 19. –) amerikai színésznő.
1986-ban tűnt fel a mozivásznon az Álmodj rózsaszínt című romantikus filmben és a Meglógtam a Ferrarival című vígjátékban. Első filmes főszerepét Wes Craven Ösztöndíjjal a pokolba című, szintén 1986-os horrorfilmjében kapta, majd a Virágok a padláson (1987) című lélektani horrorban játszott. 
Az 1990-es évek elején játszotta el Buffy Summerst, legismertebb alakítását a Buffy, a vámpírok réme (1992) című horror-vígjátékban. Az évtized során feltűnt még a Nagy durranás (1991), az Út a csúcsra (1993), A hajsza (1994), A fantom (1996), a Kobakkeringő, avagy 8 fej a sportszatyorban (1997) és az Apafej (1999) című filmekben. 2000-ben a Hé haver, hol a kocsim? című filmben volt látható.

## Gyermekkora és családja
A kaliforniai Mission Viejo városban született és nevelkedett, bátyjával, Robbal. Szülei, Robert és Rosemary Swanson testnevelést tanítottak. Kristy kilenc éves korában kezdett érdeklődni a színészet iránt, elsőként televíziós reklámokban szerepelt.

## Magánélete
2009-ben házasodott össze Lloyd Eisler olimpikon korcsolyázóval, aki a Skating with Celebrities című műsorban volt a partnere.

## Filmográfia

### Film
| Év   | Magyar cím                                   | Eredeti cím                          | Szerep                         | Magyar hang        |
| ---- | -------------------------------------------- | ------------------------------------ | ------------------------------ | ------------------ |
| 1986 | Álmodj rózsaszínt                            | Pretty in Pink                       | Duckette                       | nem szólal meg     |
| 1986 | Meglógtam a Ferrarival                       | Ferris Bueller's Day Off             | Simone Adamley                 | Jani Ildikó        |
| 1986 | Ösztöndíjjal a pokolba                       | Deadly Friend                        | Samantha Pringle               | Somlai Edina       |
| 1987 | Virágok a padláson                           | Flowers in the Attic                 | Catherine "Cathy" Dollanganger |                    |
| 1990 |                                              | Dream Trap                           | Sue Halloran                   |                    |
| 1990 |                                              | Diving In                            | Terry Hopkins                  |                    |
| 1991 | Próbababa 2.                                 | Mannequin Two: On the Move           | Jessie                         | Biró Anikó         |
| 1991 | Próbababa 2.                                 | Mannequin Two: On the Move           | Jessie                         | Huszárik Kata      |
| 1991 | Nagy durranás                                | Hot Shots!                           | Kowalski                       | Jani Ildikó        |
| 1991 | Országút a pokolba                           | Highway to Hell                      | Rachel Clark                   | Zsigmond Tamara    |
| 1992 | Buffy, a vámpírok réme                       | Buffy the Vampire Slayer             | Buffy Summers                  | Kökényessy Ági     |
| 1993 | Út a csúcsra                                 | The Program                          | Camille Shafer                 | Rudolf Teréz       |
| 1994 | A hajsza                                     | The Chase                            | Natalie Voss                   | Kisfalvi Krisztina |
| 1994 | A várólistás gyilkos                         | Getting In                           | Kirby Watts                    |                    |
| 1995 | Megoldatlan egyenletek                       | Higher Learning                      | Kristen Connor                 | Pápai Erika        |
| 1995 |                                              | The Chili Con Carne Club (rövidfilm) | Julie                          |                    |
| 1996 | A fantom                                     | The Phantom                          | Diana Palmer                   | Györgyi Anna       |
| 1997 | Kobakkeringő, avagy 8 fej a sportszatyorban  | 8 Heads in a Duffel Bag              | Laurie Bennett                 | Kisfalvi Krisztina |
| 1997 | Amerikai masszázs                            | Lover Girl                           | Darlene Ferrari / "Sherry"     |                    |
| 1997 | Rémálomgyár                                  | Tinseltown                           | Nikki Randall                  |                    |
| 1998 | Pánik az irányítótoronyban (Földi irányítás) | Ground Control                       | Julie Albrecht                 |                    |
| 1999 | Apafej                                       | Big Daddy                            | Vanessa                        | Gubás Gabi         |
| 2000 | Családom a halálom                           | Meeting Daddy                        | Laurel Lee                     |                    |
| 2000 | Hé haver, hol a kocsim?                      | Dude, Where's My Car?                | Christie Boner                 | Pikali Gerda       |
| 2001 | Lélekgyilkos                                 | Soul Assassin                        | Tessa Jansen                   | Szénási Kata       |
| 2002 | Gyilkos csönd                                | Silence                              | Dr. Julia Craig                |                    |
| 2005 | Hosszú, fájdalmas csók                       | Bound by Lies                        | Laura Cross                    |                    |
| 2005 |                                              | Six Months Later (rövidfilm)         | Linda                          |                    |
| 2006 |                                              | Living Death                         | Elizabeth Harris               |                    |
| 2009 |                                              | The Closer (rövidfilm)               | Kaitlyn                        |                    |
| 2010 | Mi lenne, ha...                              | What If...                           | Wendy Walker                   |                    |
| 2011 |                                              | Chick Magnet                         | Kristy                         |                    |
| 2012 |                                              | Little Women, Big Cars               | Rocky                          |                    |
| 2013 |                                              | The Bouquet                          | Terri Benton                   |                    |
| 2013 |                                              | Storm Rider                          | Jody Peterson                  |                    |
| 2014 | Beethoven, a mesés kincs nyomában            | Beethoven's Treasure Tail            | Anne Parker                    |                    |
| 2014 |                                              | A Belle For Christmas                | Daniella Downy                 |                    |
| 2017 |                                              | Crowning Jules                       | Victoria                       |                    |
| 2018 |                                              | Killer Under the Bed                 | Sarah                          |                    |
| 2018 |                                              | PupParazzi                           | Latte (hangja)                 |                    |

### Televízió
| Év        | Magyar cím                                                        | Eredeti cím                                     | Szerep                    | Megjegyzések                                              |
| --------- | ----------------------------------------------------------------- | ----------------------------------------------- | ------------------------- | --------------------------------------------------------- |
| 1984      |                                                                   | It's Your Move                                  | Laura                     | 1 epizód                                                  |
| 1985      |                                                                   | Call to Glory                                   | Sally                     | 2 epizód                                                  |
| 1985      | Cagney és Lacey                                                   | Cagney & Lacey                                  | Stephanie Brandon         | 1 epizód                                                  |
| 1985      |                                                                   | Joan Rivers and Friends Salute Heidi Abromowitz | Heidi Abromowitz fiatalon | különkiadás                                               |
| 1986      |                                                                   | Alfred Hitchcock Presents                       | diáklány                  | 1 epizód                                                  |
| 1986      |                                                                   | Miracle of the Heart: A Boys Town Story         | Stephanie Gamble          | tévéfilm                                                  |
| 1986      |                                                                   | Mr. Boogedy                                     | Jennifer Davis            | tévéfilm                                                  |
| 1986      |                                                                   | The Hogan Family                                | Linda Perkins             | 1 epizód                                                  |
| 1987      |                                                                   | Juarez                                          | Cathy Dodge               | tévéfilm                                                  |
| 1987      |                                                                   | Growing Pains                                   | Rhonda                    | 1 epizód                                                  |
| 1987      |                                                                   | Not Quite Human                                 | Eron Jeffries             | tévéfilm                                                  |
| 1987–1988 |                                                                   | Knots Landing                                   | Jody Campbell             | visszatérő szereplő (8 epizód)                            |
| 1988      |                                                                   | The Loner                                       | Sherry Spicer             | tévéfilm                                                  |
| 1988      |                                                                   | Nightingales                                    | Rebecca "Becky" Granger   | tévéfilm                                                  |
| 1988      |                                                                   | Nightingales                                    | Rebecca "Becky" Granger   | főszereplő (13 epizód)                                    |
| 1989      |                                                                   | B.L. Stryker                                    | Lynn Ellingsworth         | 2 epizód                                                  |
| 1996      | Haditörvény                                                       | Marshal Law                                     | Lilly Nelson              | tévéfilm                                                  |
| 1997      |                                                                   | Bad to the Bone                                 | Francesca Wells           | tévéfilm                                                  |
| 1998–1999 | A kiválasztott – Az amerikai látnok                               | Early Edition                                   | Erica Paget               | főszereplő (20 epizód)                                    |
| 1999      | Alfa akció – A terrorista csapás                                  | Supreme Sanction                                | Jenna                     | - tévéfilm - magyar hangja: - Urbán Andrea                |
| 2000      |                                                                   | Grapevine                                       | Susan Crawford            | állandó szereplő (5 epizód)                               |
| 2001      |                                                                   | Zebra Lounge                                    | Louise Bauer              | tévéfilm                                                  |
| 2003      | Divatalnokok                                                      | Just Shoot Me!                                  | Allison Cavanaugh         | 1 epizód                                                  |
| 2003      | A cápa visszavág                                                  | Red Water                                       | Dr. Kelli Raymond         | - tévéfilm - magyar hangja: - Horváth Lili - Spilák Klára |
| 2004      | CSI: Miami helyszínelők                                           | CSI: Miami                                      | Roxanne Price             | 1 epizód                                                  |
| 2005      | Gyilkos emlék                                                     | Forbidden Secrets                               | Alexandra Kent Lambeth    | tévéfilm                                                  |
| 2006      | Fekete lyuk                                                       | The Black Hole                                  | Shannon Muir              | - tévéfilm - magyar hangja: - Solecki Janka               |
| 2007      | Esküdt ellenségek: Bűnös szándék                                  | Law & Order: Criminal Intent                    | Lorelai Mailer            | 1 epizód                                                  |
| 2008      |                                                                   | 3Way                                            | Leslie Lapdalulu          | 3 epizód                                                  |
| 2009      | Gordon Ramsay – A pokol konyhája                                  | Hell's Kitchen                                  | önmaga                    | 1 epizód                                                  |
| 2010      | Tuti gimi                                                         | One Tree Hill                                   | nő autóban                | 1 epizód                                                  |
| 2011      | Swamp Shark – A gyilkos cápa (Gyilkos cápa – Rémálom a mocsárban) | Swamp Shark                                     | Rachel Bouchard           | - tévéfilm - magyar hangja: - Mezei Kitty                 |
| 2011      |                                                                   | A Christmas Wish                                | Martha Evans              | tévéfilm                                                  |
| 2011–2014 | Psych – Dilis detektívek                                          | Psych                                           | Marlowe Viccellio         | visszatérő szereplő (6 epizód)                            |
| 2012      | A Muffin Hadművelet                                               | Operation Cupcake                               | Janet Carson              | tévéfilm                                                  |
| 2014      |                                                                   | Mom and Dad Undergrads                          | Megan Mills               | tévéfilm                                                  |
| 2014      | Karácsony az exszel                                               | Merry Ex-Mas                                    | Noelle                    | - tévéfilm - magyar hangja: - Hámori Eszter               |
| 2015      |                                                                   | Driven Underground                              | Sarah Palmer              | tévéfilm                                                  |
| 2015      |                                                                   | Angels in the Snow                              | Judith Montgomery         | tévéfilm                                                  |
| 2018      |                                                                   | Bad Stepmother                                  | Louise                    | tévéfilm                                                  |
| 2018      |                                                                   | Winter's Dream                                  | Kat                       | tévéfilm                                                  |
| 2019      | SEAL Team                                                         | SEAL Team                                       | Julia Logan               | 4 epizód                                                  |

## Fontosabb díjak és jelölések
| Év   | Díj                | Kategória                                                           | Jelölt mű              | Eredmény |
| ---- | ------------------ | ------------------------------------------------------------------- | ---------------------- | -------- |
| 1986 | Young Artist Award | Legjobb fiatal színésznő (televíziós vendégszereplő)                | Cagney és Lacey        | Jelölve  |
| 1987 | Young Artist Award | Legjobb fiatal színésznő (televíziós különkiadás vagy a hét filmje) | Mr. Boogedy            | Jelölve  |
| 1988 | Young Artist Award | Legjobb fiatal színésznő szupersztár mozifilmben                    | Ösztöndíjjal a pokolba | Jelölve  |
| 1989 | Young Artist Award | Legjobb fiatal színésznő horror- vagy mysteryfilmben                | Virágok a padláson     | Elnyerte |

## Fordítás
- Ez a szócikk részben vagy egészben  a   Kristy Swanson című angol Wikipédia-szócikk fordításán alapul.  Az eredeti cikk szerkesztőit annak laptörténete sorolja fel. Ez a jelzés csupán a megfogalmazás eredetét és a szerzői jogokat jelzi, nem szolgál a cikkben szereplő információk forrásmegjelöléseként.